# Parlement van Koerdistan
Het Parlement van de Koerdische Autonome Regio (Koerdisch Parlemanî Kurdîstan) is het hoogste politieke orgaan van Iraaks-Koerdistan. Het bestaat uit 111 leden die democratisch door het volk van Iraaks-Koerdistan worden verkozen, om de vier jaar. De voorzitter van het parlement is Yusif Sadiq. Tot 2009 werd de naam Kurdish National Assembly gehanteerd voor het Parlement van Koerdistan.